# 앤서니 앤드루스
앤서니 앤드루스(Anthony Andrews, 1948년 1월 12일 ~ )는 잉글랜드의 배우이다.

## 출연 작품

### 영화
- 새벽의 7인 - 요셉 역
- 킹스 스피치 - 스탠리 볼드윈 역
- 프로페서 앤 매드맨 - 벤자민 조엣 역

### 드라마
- 더 신디케이트 시즌 3